# Bratešići
Bratešići este un sat din comuna Kotor, Muntenegru. Conform datelor de la recensământul din 2003, localitatea are 52 de locuitori (la recensământul din 1991 erau 57 de locuitori).

## Demografie
În satul Bratešići locuiesc 45 de persoane adulte, iar vârsta medie a populației este de 48,2 de ani (52,9 la bărbați și 44,9 la femei). În localitate sunt 17 gospodării, iar numărul mediu de membri în gospodărie este de 3,06.
Populația localității este foarte eterogenă.
|  |

| Demografie | Demografie | Demografie |
| An         | Locuitori  | Locuitori  |
| ---------- | ---------- | ---------- |
|            |            |            |
|            |            |            |
|            |            |            |
|            |            |            |
| 1948       | 83         |            |
| 1953       | 82         |            |
| 1961       | 79         |            |
| 1971       | 79         |            |
| 1981       | 71         |            |
| 1991       | 57         | 57         |
| 2003       | 52         | 52         |

| \| Componența etnică conform recensământului din 2003[2] \| Componența etnică conform recensământului din 2003[2] \| Componența etnică conform recensământului din 2003[2] \| Componența etnică conform recensământului din 2003[2] \| Componența etnică conform recensământului din 2003[2] \| \| ----------------------------------------------------- \| ----------------------------------------------------- \| ----------------------------------------------------- \| ----------------------------------------------------- \| ----------------------------------------------------- \| \| \| \| \| \| \| \| Sârbi \| Sârbi \| \| 30 \| 57,69% \| \| Muntenegreni \| Muntenegreni \| \| 11 \| 21,15% \| \| Croați \| Croați \| \| 1 \| 1,92% \| \| necunoscută \| necunoscută \| \| 10 \| 19,23% \| |              |  |    |        |
| Componența etnică conform recensământului din 2003 |              |  |    |        |
| |              |  |    |        |
| Sârbi | Sârbi        |  | 30 | 57,69% |
| Muntenegreni | Muntenegreni |  | 11 | 21,15% |
| Croați | Croați       |  | 1  | 1,92%  |
| necunoscută | necunoscută  |  | 10 | 19,23% |